# 17960 Liberatore
A 17960 Liberatore (ideiglenes jelöléssel 1999 JB36) a Naprendszer kisbolygóövében található aszteroida. A LINEAR projekt keretében fedezték fel 1999. május 10-én.